# Niccolo Sanudo Spezzabanda
Pour les articles homonymes, voir Sanudo (homonymie).

Armes des Sanudi, ducs de Naxos

Niccolo Sanudo Spezzabanda fut co-duc de Naxos avec son épouse et cousine Fiorenza Sanudo de 1362 à 1371. Il mourut en 1374. Son surnom « Spezzabanda » signifie le « destructeur d'armées ». Il est décrit comme une tornade armée d'une épée lorsqu'il prenait d'assaut une galère turque. On lui attribue la mort de dix capitaines turcs au cours de la même journée. Selon le Père Saulger, les Turcs en prenant la mer adressaient une prière pour être protégés des naufrages et de Spezzabanda.

## Famille
Il était l'arrière-petit-fils du duc Marco II Sanudo.
La famille Sanudo aurait fourni divers doges et hommes d'État à la Sérénissime. Marco Sanudo, le fondateur de la dynastie, participa à la quatrième croisade en 1204 puis fonda le duché de Naxos. Fils puîné du duc Marco II Sanudo, le grand-père de Niccolò, Marco Sanudo obtint des apanages sur l'île d'Eubée[réf. nécessaire]. Lui-même aurait détenu des possessions à Andros.
Lorsque la duchesse de Naxos Fiorenza Sanudo succéda à son père Giovanni en 1362, elle était veuve. Son remariage était une question diplomatique que contrôlaient très étroitement les républiques génoise et vénitienne. Le choix pouvait en effet faire pencher l'équilibre des pouvoirs en Égée en faveur de l'une ou l'autre. Venise envoya une galère à Naxos pour capturer Fiorenza et l'emmener en Crète, où on la persuada d'épouser son cousin Niccolo Sanudo Spezzabanda.

## Duc de Naxos
Le rapprochement entre les deux parties de la famille et les deux îles fut immédiatement mis à profit par Venise qui utilisa des troupes de Naxos et d'Eubée pour mater la révolte de Saint-Tite en Crète; les autorités vénitiennes félicitèrent Niccolo pour son patriotisme et l'aide efficace apportée à cette occasion.
Avant 1367, il occupa l'île d'Amorgos qui avait été confisquée à Zannaki Ghisi en raison de sa participation à la révolte de Saint-Tite et qu'il considérait comme relevant de son duché (un litige semblable ayant déjà opposé ses prédécesseurs et la famille Ghisi au cours des décennies précédentes). Il fut cependant mis en demeure de restituer l'île aux autorités vénitiennes dans l'attente d'une décision de justice

## Descendance
Avec Fiorenza, Niccolo eut au moins deux filles, Maria et Elixa. Il devint tuteur de son beau-fils Niccolo III dalle Carceri (que son épouse avait eu d'un premier mariage) à la mort de Fiorenza en 1371 ; ce dernier concéda l'île d'Andros à sa demi-sœur Maria, ce qui fut le point de départ d'un litige féodal durant de nombreuses années. 
D'un (ou plusieurs) premier mariage il eut aussi au moins deux fils : 
- Perulachi (un diminutif de Pietro), seigneur d'un fief d'Andros[7]
- Angeletto, époux d'Alice Premarin[8]

## Arbre généalogique
|  |  |                                             |                                             |                                             |                                             |                                             |                                             |                                |                                |                                                   |                                                   |                                                   |                                                   |                                                   |                                                   |                                          |                                          | Marco Sanudo Constantinopolitani                                 |                                                                  |                                                                  |                                                                  |                                                                  |                                                                  |                                   |                                   |                                                           |                                                           |                                                           |                                                           |                                                           |                                                           |                                     |                                     |                                                 |                                                 |                                                 |                                                 |                                                 |                                                 |  |  |  |  |  |  |  |  |  |  |  |  |  |  |  |  |  |  |  |  |  |  |  |  |  |  |  |  |  |  |  |  |
|  |  |                                             |                                             |                                             |                                             |                                             |                                             |                                |                                |                                                   |                                                   |                                                   |                                                   |                                                   |                                                   |                                          |                                          |                                                                  |                                                                  |                                                                  |                                                                  |                                                                  |                                                                  |                                   |                                   |                                                           |                                                           |                                                           |                                                           |                                                           |                                                           |                                     |                                     |                                                 |                                                 |                                                 |                                                 |                                                 |                                                 |  |  |  |  |  |  |  |  |  |  |  |  |  |  |  |  |  |  |  |  |  |  |  |  |  |  |  |  |  |  |  |  |
|  |  |                                             |                                             |                                             |                                             |                                             |                                             |                                |                                |                                                   |                                                   |                                                   |                                                   |                                                   |                                                   |                                          |                                          |                                                                  |                                                                  |                                                                  |                                                                  |                                                                  |                                                                  |                                   |                                   |                                                           |                                                           |                                                           |                                                           |                                                           |                                                           |                                     |                                     |                                                 |                                                 |                                                 |                                                 |                                                 |                                                 |  |  |  |  |  |  |  |  |  |  |  |  |  |  |  |  |  |  |  |  |  |  |  |  |  |  |  |  |  |  |  |  |
|  |  | Enrico Dandolo (doge de Venise)             | Enrico Dandolo (doge de Venise)             | Enrico Dandolo (doge de Venise)             | Enrico Dandolo (doge de Venise)             | Enrico Dandolo (doge de Venise)             | Enrico Dandolo (doge de Venise)             |                                |                                | une sœur d'Enrico                                 | une sœur d'Enrico                                 | une sœur d'Enrico                                 | une sœur d'Enrico                                 | une sœur d'Enrico                                 | une sœur d'Enrico                                 |                                          |                                          | Pietro Sanudo                                                    | Pietro Sanudo                                                    | Pietro Sanudo                                                    | Pietro Sanudo                                                    | Pietro Sanudo                                                    | Pietro Sanudo                                                    |                                   |                                   |                                                           |                                                           |                                                           |                                                           |                                                           |                                                           |                                     |                                     |                                                 |                                                 |                                                 |                                                 |                                                 |                                                 |  |  |  |  |  |  |  |  |  |  |  |  |  |  |  |  |  |  |  |  |  |  |  |  |  |  |  |  |  |  |  |  |
|  |  | Enrico Dandolo (doge de Venise)             | Enrico Dandolo (doge de Venise)             | Enrico Dandolo (doge de Venise)             | Enrico Dandolo (doge de Venise)             | Enrico Dandolo (doge de Venise)             | Enrico Dandolo (doge de Venise)             |                                |                                | une sœur d'Enrico                                 | une sœur d'Enrico                                 | une sœur d'Enrico                                 | une sœur d'Enrico                                 | une sœur d'Enrico                                 | une sœur d'Enrico                                 |                                          |                                          | Pietro Sanudo                                                    | Pietro Sanudo                                                    | Pietro Sanudo                                                    | Pietro Sanudo                                                    | Pietro Sanudo                                                    | Pietro Sanudo                                                    |                                   |                                   |                                                           |                                                           |                                                           |                                                           |                                                           |                                                           |                                     |                                     |                                                 |                                                 |                                                 |                                                 |                                                 |                                                 |  |  |  |  |  |  |  |  |  |  |  |  |  |  |  |  |  |  |  |  |  |  |  |  |  |  |  |  |  |  |  |  |
|  |  |                                             |                                             |                                             |                                             |                                             |                                             |                                |                                |                                                   |                                                   |                                                   |                                                   |                                                   |                                                   |                                          |                                          |                                                                  |                                                                  |                                                                  |                                                                  |                                                                  |                                                                  |                                   |                                   |                                                           |                                                           |                                                           |                                                           |                                                           |                                                           |                                     |                                     |                                                 |                                                 |                                                 |                                                 |                                                 |                                                 |  |  |  |  |  |  |  |  |  |  |  |  |  |  |  |  |  |  |  |  |  |  |  |  |  |  |  |  |  |  |  |  |
|  |  |                                             |                                             |                                             |                                             |                                             |                                             |                                |                                |                                                   |                                                   |                                                   |                                                   |                                                   |                                                   |                                          |                                          |                                                                  |                                                                  |                                                                  |                                                                  |                                                                  |                                                                  |                                   |                                   |                                                           |                                                           |                                                           |                                                           |                                                           |                                                           |                                     |                                     |                                                 |                                                 |                                                 |                                                 |                                                 |                                                 |  |  |  |  |  |  |  |  |  |  |  |  |  |  |  |  |  |  |  |  |  |  |  |  |  |  |  |  |  |  |  |  |
|  |  | Bernardo Sanudo                             | Bernardo Sanudo                             | Bernardo Sanudo                             | Bernardo Sanudo                             | Bernardo Sanudo                             | Bernardo Sanudo                             |                                |                                | Lunardo Sanudo                                    | Lunardo Sanudo                                    | Lunardo Sanudo                                    | Lunardo Sanudo                                    | Lunardo Sanudo                                    | Lunardo Sanudo                                    |                                          |                                          | 1. Inconnue                                                      | 1. Inconnue                                                      | 1. Inconnue                                                      | 1. Inconnue                                                      | 1. Inconnue                                                      | 1. Inconnue                                                      |                                   |                                   | Marco Sanudo 1205 ? - 1227 ?                              | Marco Sanudo 1205 ? - 1227 ?                              | Marco Sanudo 1205 ? - 1227 ?                              | Marco Sanudo 1205 ? - 1227 ?                              | Marco Sanudo 1205 ? - 1227 ?                              | Marco Sanudo 1205 ? - 1227 ?                              |                                     |                                     | 2. Une sœur de l'empereur (latin ou de Nicée ?) | 2. Une sœur de l'empereur (latin ou de Nicée ?) | 2. Une sœur de l'empereur (latin ou de Nicée ?) | 2. Une sœur de l'empereur (latin ou de Nicée ?) | 2. Une sœur de l'empereur (latin ou de Nicée ?) | 2. Une sœur de l'empereur (latin ou de Nicée ?) |  |  |  |  |  |  |  |  |  |  |  |  |  |  |  |  |  |  |  |  |  |  |  |  |  |  |  |  |  |  |  |  |
|  |  | Bernardo Sanudo                             | Bernardo Sanudo                             | Bernardo Sanudo                             | Bernardo Sanudo                             | Bernardo Sanudo                             | Bernardo Sanudo                             |                                |                                | Lunardo Sanudo                                    | Lunardo Sanudo                                    | Lunardo Sanudo                                    | Lunardo Sanudo                                    | Lunardo Sanudo                                    | Lunardo Sanudo                                    |                                          |                                          | 1. Inconnue                                                      | 1. Inconnue                                                      | 1. Inconnue                                                      | 1. Inconnue                                                      | 1. Inconnue                                                      | 1. Inconnue                                                      |                                   |                                   | Marco Sanudo 1205 ? - 1227 ?                              | Marco Sanudo 1205 ? - 1227 ?                              | Marco Sanudo 1205 ? - 1227 ?                              | Marco Sanudo 1205 ? - 1227 ?                              | Marco Sanudo 1205 ? - 1227 ?                              | Marco Sanudo 1205 ? - 1227 ?                              |                                     |                                     | 2. Une sœur de l'empereur (latin ou de Nicée ?) | 2. Une sœur de l'empereur (latin ou de Nicée ?) | 2. Une sœur de l'empereur (latin ou de Nicée ?) | 2. Une sœur de l'empereur (latin ou de Nicée ?) | 2. Une sœur de l'empereur (latin ou de Nicée ?) | 2. Une sœur de l'empereur (latin ou de Nicée ?) |  |  |  |  |  |  |  |  |  |  |  |  |  |  |  |  |  |  |  |  |  |  |  |  |  |  |  |  |  |  |  |  |
|  |  |                                             |                                             |                                             |                                             |                                             |                                             |                                |                                |                                                   |                                                   |                                                   |                                                   |                                                   |                                                   |                                          |                                          |                                                                  |                                                                  |                                                                  |                                                                  |                                                                  |                                                                  |                                   |                                   |                                                           |                                                           |                                                           |                                                           |                                                           |                                                           |                                     |                                     |                                                 |                                                 |                                                 |                                                 |                                                 |                                                 |  |  |  |  |  |  |  |  |  |  |  |  |  |  |  |  |  |  |  |  |  |  |  |  |  |  |  |  |  |  |  |  |
|  |  |                                             |                                             |                                             |                                             |                                             |                                             |                                |                                |                                                   |                                                   |                                                   |                                                   | une fille de Macaire de Sainte-Menehould          | une fille de Macaire de Sainte-Menehould          | une fille de Macaire de Sainte-Menehould | une fille de Macaire de Sainte-Menehould | une fille de Macaire de Sainte-Menehould                         | une fille de Macaire de Sainte-Menehould                         |                                                                  |                                                                  | Angelo Sanudo 1227 ? - 1262 ?                                    | Angelo Sanudo 1227 ? - 1262 ?                                    | Angelo Sanudo 1227 ? - 1262 ?     | Angelo Sanudo 1227 ? - 1262 ?     | Angelo Sanudo 1227 ? - 1262 ?                             | Angelo Sanudo 1227 ? - 1262 ?                             |                                                           |                                                           | Giovanni Sanudo (installé en Eubée)                       | Giovanni Sanudo (installé en Eubée)                       | Giovanni Sanudo (installé en Eubée) | Giovanni Sanudo (installé en Eubée) | Giovanni Sanudo (installé en Eubée)             | Giovanni Sanudo (installé en Eubée)             |                                                 |                                                 |                                                 |                                                 |  |  |  |  |  |  |  |  |  |  |  |  |  |  |  |  |  |  |  |  |  |  |  |  |  |  |  |  |  |  |  |  |
|  |  |                                             |                                             |                                             |                                             |                                             |                                             |                                |                                |                                                   |                                                   |                                                   |                                                   | une fille de Macaire de Sainte-Menehould          | une fille de Macaire de Sainte-Menehould          | une fille de Macaire de Sainte-Menehould | une fille de Macaire de Sainte-Menehould | une fille de Macaire de Sainte-Menehould                         | une fille de Macaire de Sainte-Menehould                         |                                                                  |                                                                  | Angelo Sanudo 1227 ? - 1262 ?                                    | Angelo Sanudo 1227 ? - 1262 ?                                    | Angelo Sanudo 1227 ? - 1262 ?     | Angelo Sanudo 1227 ? - 1262 ?     | Angelo Sanudo 1227 ? - 1262 ?                             | Angelo Sanudo 1227 ? - 1262 ?                             |                                                           |                                                           | Giovanni Sanudo (installé en Eubée)                       | Giovanni Sanudo (installé en Eubée)                       | Giovanni Sanudo (installé en Eubée) | Giovanni Sanudo (installé en Eubée) | Giovanni Sanudo (installé en Eubée)             | Giovanni Sanudo (installé en Eubée)             |                                                 |                                                 |                                                 |                                                 |  |  |  |  |  |  |  |  |  |  |  |  |  |  |  |  |  |  |  |  |  |  |  |  |  |  |  |  |  |  |  |  |
|  |  |                                             |                                             |                                             |                                             |                                             |                                             |                                |                                |                                                   |                                                   |                                                   |                                                   |                                                   |                                                   |                                          |                                          |                                                                  |                                                                  |                                                                  |                                                                  |                                                                  |                                                                  |                                   |                                   |                                                           |                                                           |                                                           |                                                           |                                                           |                                                           |                                     |                                     |                                                 |                                                 |                                                 |                                                 |                                                 |                                                 |  |  |  |  |  |  |  |  |  |  |  |  |  |  |  |  |  |  |  |  |  |  |  |  |  |  |  |  |  |  |  |  |
|  |  |                                             |                                             |                                             |                                             |                                             |                                             |                                |                                |                                                   |                                                   |                                                   |                                                   |                                                   |                                                   |                                          |                                          |                                                                  |                                                                  |                                                                  |                                                                  |                                                                  |                                                                  |                                   |                                   |                                                           |                                                           |                                                           |                                                           |                                                           |                                                           |                                     |                                     |                                                 |                                                 |                                                 |                                                 |                                                 |                                                 |  |  |  |  |  |  |  |  |  |  |  |  |  |  |  |  |  |  |  |  |  |  |  |  |  |  |  |  |  |  |  |  |
|  |  |                                             |                                             |                                             |                                             |                                             |                                             |                                |                                | une fille ∞ Paolo Navigaioso (seigneur de Lemnos) | une fille ∞ Paolo Navigaioso (seigneur de Lemnos) | une fille ∞ Paolo Navigaioso (seigneur de Lemnos) | une fille ∞ Paolo Navigaioso (seigneur de Lemnos) | une fille ∞ Paolo Navigaioso (seigneur de Lemnos) | une fille ∞ Paolo Navigaioso (seigneur de Lemnos) |                                          |                                          | Marino Sanudo (apanage de Paros et Antiparos) ∞ Portia da Verona | Marino Sanudo (apanage de Paros et Antiparos) ∞ Portia da Verona | Marino Sanudo (apanage de Paros et Antiparos) ∞ Portia da Verona | Marino Sanudo (apanage de Paros et Antiparos) ∞ Portia da Verona | Marino Sanudo (apanage de Paros et Antiparos) ∞ Portia da Verona | Marino Sanudo (apanage de Paros et Antiparos) ∞ Portia da Verona |                                   |                                   | Marco II Sanudo 1262 ? - 1303                             | Marco II Sanudo 1262 ? - 1303                             | Marco II Sanudo 1262 ? - 1303                             | Marco II Sanudo 1262 ? - 1303                             | Marco II Sanudo 1262 ? - 1303                             | Marco II Sanudo 1262 ? - 1303                             |                                     |                                     |                                                 |                                                 |                                                 |                                                 |                                                 |                                                 |  |  |  |  |  |  |  |  |  |  |  |  |  |  |  |  |  |  |  |  |  |  |  |  |  |  |  |  |  |  |  |  |
|  |  |                                             |                                             |                                             |                                             |                                             |                                             |                                |                                | une fille ∞ Paolo Navigaioso (seigneur de Lemnos) | une fille ∞ Paolo Navigaioso (seigneur de Lemnos) | une fille ∞ Paolo Navigaioso (seigneur de Lemnos) | une fille ∞ Paolo Navigaioso (seigneur de Lemnos) | une fille ∞ Paolo Navigaioso (seigneur de Lemnos) | une fille ∞ Paolo Navigaioso (seigneur de Lemnos) |                                          |                                          | Marino Sanudo (apanage de Paros et Antiparos) ∞ Portia da Verona | Marino Sanudo (apanage de Paros et Antiparos) ∞ Portia da Verona | Marino Sanudo (apanage de Paros et Antiparos) ∞ Portia da Verona | Marino Sanudo (apanage de Paros et Antiparos) ∞ Portia da Verona | Marino Sanudo (apanage de Paros et Antiparos) ∞ Portia da Verona | Marino Sanudo (apanage de Paros et Antiparos) ∞ Portia da Verona |                                   |                                   | Marco II Sanudo 1262 ? - 1303                             | Marco II Sanudo 1262 ? - 1303                             | Marco II Sanudo 1262 ? - 1303                             | Marco II Sanudo 1262 ? - 1303                             | Marco II Sanudo 1262 ? - 1303                             | Marco II Sanudo 1262 ? - 1303                             |                                     |                                     |                                                 |                                                 |                                                 |                                                 |                                                 |                                                 |  |  |  |  |  |  |  |  |  |  |  |  |  |  |  |  |  |  |  |  |  |  |  |  |  |  |  |  |  |  |  |  |
|  |  |                                             |                                             |                                             |                                             |                                             |                                             |                                |                                |                                                   |                                                   |                                                   |                                                   |                                                   |                                                   |                                          |                                          |                                                                  |                                                                  |                                                                  |                                                                  |                                                                  |                                                                  |                                   |                                   |                                                           |                                                           |                                                           |                                                           |                                                           |                                                           |                                     |                                     |                                                 |                                                 |                                                 |                                                 |                                                 |                                                 |  |  |  |  |  |  |  |  |  |  |  |  |  |  |  |  |  |  |  |  |  |  |  |  |  |  |  |  |  |  |  |  |
|  |  |                                             |                                             |                                             |                                             |                                             |                                             |                                |                                |                                                   |                                                   |                                                   |                                                   |                                                   |                                                   |                                          |                                          | Guglielmo Sanudo 1303 - 1323                                     | Guglielmo Sanudo 1303 - 1323                                     | Guglielmo Sanudo 1303 - 1323                                     | Guglielmo Sanudo 1303 - 1323                                     | Guglielmo Sanudo 1303 - 1323                                     | Guglielmo Sanudo 1303 - 1323                                     |                                   |                                   | Francesco Sanudo (apanage de Milos) ∞ Cassandra de Durnay | Francesco Sanudo (apanage de Milos) ∞ Cassandra de Durnay | Francesco Sanudo (apanage de Milos) ∞ Cassandra de Durnay | Francesco Sanudo (apanage de Milos) ∞ Cassandra de Durnay | Francesco Sanudo (apanage de Milos) ∞ Cassandra de Durnay | Francesco Sanudo (apanage de Milos) ∞ Cassandra de Durnay |                                     |                                     | Marco Sanudo (apanages à Andros et en Eubée)    | Marco Sanudo (apanages à Andros et en Eubée)    | Marco Sanudo (apanages à Andros et en Eubée)    | Marco Sanudo (apanages à Andros et en Eubée)    | Marco Sanudo (apanages à Andros et en Eubée)    | Marco Sanudo (apanages à Andros et en Eubée)    |  |  |  |  |  |  |  |  |  |  |  |  |  |  |  |  |  |  |  |  |  |  |  |  |  |  |  |  |  |  |  |  |
|  |  |                                             |                                             |                                             |                                             |                                             |                                             |                                |                                |                                                   |                                                   |                                                   |                                                   |                                                   |                                                   |                                          |                                          | Guglielmo Sanudo 1303 - 1323                                     | Guglielmo Sanudo 1303 - 1323                                     | Guglielmo Sanudo 1303 - 1323                                     | Guglielmo Sanudo 1303 - 1323                                     | Guglielmo Sanudo 1303 - 1323                                     | Guglielmo Sanudo 1303 - 1323                                     |                                   |                                   | Francesco Sanudo (apanage de Milos) ∞ Cassandra de Durnay | Francesco Sanudo (apanage de Milos) ∞ Cassandra de Durnay | Francesco Sanudo (apanage de Milos) ∞ Cassandra de Durnay | Francesco Sanudo (apanage de Milos) ∞ Cassandra de Durnay | Francesco Sanudo (apanage de Milos) ∞ Cassandra de Durnay | Francesco Sanudo (apanage de Milos) ∞ Cassandra de Durnay |                                     |                                     | Marco Sanudo (apanages à Andros et en Eubée)    | Marco Sanudo (apanages à Andros et en Eubée)    | Marco Sanudo (apanages à Andros et en Eubée)    | Marco Sanudo (apanages à Andros et en Eubée)    | Marco Sanudo (apanages à Andros et en Eubée)    | Marco Sanudo (apanages à Andros et en Eubée)    |  |  |  |  |  |  |  |  |  |  |  |  |  |  |  |  |  |  |  |  |  |  |  |  |  |  |  |  |  |  |  |  |
|  |  |                                             |                                             |                                             |                                             |                                             |                                             |                                |                                |                                                   |                                                   |                                                   |                                                   |                                                   |                                                   |                                          |                                          |                                                                  |                                                                  |                                                                  |                                                                  |                                                                  |                                                                  |                                   |                                   |                                                           |                                                           |                                                           |                                                           |                                                           |                                                           |                                     |                                     |                                                 |                                                 |                                                 |                                                 |                                                 |                                                 |  |  |  |  |  |  |  |  |  |  |  |  |  |  |  |  |  |  |  |  |  |  |  |  |  |  |  |  |  |  |  |  |
|  |  | Marco (Marcolino) Sanudo (apanage de Milos) | Marco (Marcolino) Sanudo (apanage de Milos) | Marco (Marcolino) Sanudo (apanage de Milos) | Marco (Marcolino) Sanudo (apanage de Milos) | Marco (Marcolino) Sanudo (apanage de Milos) | Marco (Marcolino) Sanudo (apanage de Milos) |                                |                                | Niccolò Sanudo ∞ Jeanne de Brienne 1323 - 1341    | Niccolò Sanudo ∞ Jeanne de Brienne 1323 - 1341    | Niccolò Sanudo ∞ Jeanne de Brienne 1323 - 1341    | Niccolò Sanudo ∞ Jeanne de Brienne 1323 - 1341    | Niccolò Sanudo ∞ Jeanne de Brienne 1323 - 1341    | Niccolò Sanudo ∞ Jeanne de Brienne 1323 - 1341    |                                          |                                          | Marino et Pietro Sanudo                                          | Marino et Pietro Sanudo                                          | Marino et Pietro Sanudo                                          | Marino et Pietro Sanudo                                          | Marino et Pietro Sanudo                                          | Marino et Pietro Sanudo                                          |                                   |                                   | Giovanni Sanudo 1341 - 1362                               | Giovanni Sanudo 1341 - 1362                               | Giovanni Sanudo 1341 - 1362                               | Giovanni Sanudo 1341 - 1362                               | Giovanni Sanudo 1341 - 1362                               | Giovanni Sanudo 1341 - 1362                               |                                     |                                     | Gugliemo Sanudo                                 | Gugliemo Sanudo                                 | Gugliemo Sanudo                                 | Gugliemo Sanudo                                 | Gugliemo Sanudo                                 | Gugliemo Sanudo                                 |  |  |  |  |  |  |  |  |  |  |  |  |  |  |  |  |  |  |  |  |  |  |  |  |  |  |  |  |  |  |  |  |
|  |  | Marco (Marcolino) Sanudo (apanage de Milos) | Marco (Marcolino) Sanudo (apanage de Milos) | Marco (Marcolino) Sanudo (apanage de Milos) | Marco (Marcolino) Sanudo (apanage de Milos) | Marco (Marcolino) Sanudo (apanage de Milos) | Marco (Marcolino) Sanudo (apanage de Milos) |                                |                                | Niccolò Sanudo ∞ Jeanne de Brienne 1323 - 1341    | Niccolò Sanudo ∞ Jeanne de Brienne 1323 - 1341    | Niccolò Sanudo ∞ Jeanne de Brienne 1323 - 1341    | Niccolò Sanudo ∞ Jeanne de Brienne 1323 - 1341    | Niccolò Sanudo ∞ Jeanne de Brienne 1323 - 1341    | Niccolò Sanudo ∞ Jeanne de Brienne 1323 - 1341    |                                          |                                          | Marino et Pietro Sanudo                                          | Marino et Pietro Sanudo                                          | Marino et Pietro Sanudo                                          | Marino et Pietro Sanudo                                          | Marino et Pietro Sanudo                                          | Marino et Pietro Sanudo                                          |                                   |                                   | Giovanni Sanudo 1341 - 1362                               | Giovanni Sanudo 1341 - 1362                               | Giovanni Sanudo 1341 - 1362                               | Giovanni Sanudo 1341 - 1362                               | Giovanni Sanudo 1341 - 1362                               | Giovanni Sanudo 1341 - 1362                               |                                     |                                     | Gugliemo Sanudo                                 | Gugliemo Sanudo                                 | Gugliemo Sanudo                                 | Gugliemo Sanudo                                 | Gugliemo Sanudo                                 | Gugliemo Sanudo                                 |  |  |  |  |  |  |  |  |  |  |  |  |  |  |  |  |  |  |  |  |  |  |  |  |  |  |  |  |  |  |  |  |
|  |  | Fiorenza Sanudo                             | Fiorenza Sanudo                             | Fiorenza Sanudo                             | Fiorenza Sanudo                             | Fiorenza Sanudo                             | Fiorenza Sanudo                             |                                |                                | Francesco Ier Crispo 1383 - 1397                  | Francesco Ier Crispo 1383 - 1397                  | Francesco Ier Crispo 1383 - 1397                  | Francesco Ier Crispo 1383 - 1397                  | Francesco Ier Crispo 1383 - 1397                  | Francesco Ier Crispo 1383 - 1397                  |                                          |                                          | 1. Giovanni dalle Carceri                                        | 1. Giovanni dalle Carceri                                        | 1. Giovanni dalle Carceri                                        | 1. Giovanni dalle Carceri                                        | 1. Giovanni dalle Carceri                                        | 1. Giovanni dalle Carceri                                        |                                   |                                   | Fiorenza Sanudo 1362 - 1371                               | Fiorenza Sanudo 1362 - 1371                               | Fiorenza Sanudo 1362 - 1371                               | Fiorenza Sanudo 1362 - 1371                               | Fiorenza Sanudo 1362 - 1371                               | Fiorenza Sanudo 1362 - 1371                               |                                     |                                     | 2. Niccolo Sanudo Spezzabanda 1362 - 1371       | 2. Niccolo Sanudo Spezzabanda 1362 - 1371       | 2. Niccolo Sanudo Spezzabanda 1362 - 1371       | 2. Niccolo Sanudo Spezzabanda 1362 - 1371       | 2. Niccolo Sanudo Spezzabanda 1362 - 1371       | 2. Niccolo Sanudo Spezzabanda 1362 - 1371       |  |  |  |  |  |  |  |  |  |  |  |  |  |  |  |  |  |  |  |  |  |  |  |  |  |  |  |  |  |  |  |  |
|  |  | Fiorenza Sanudo                             | Fiorenza Sanudo                             | Fiorenza Sanudo                             | Fiorenza Sanudo                             | Fiorenza Sanudo                             | Fiorenza Sanudo                             |                                |                                | Francesco Ier Crispo 1383 - 1397                  | Francesco Ier Crispo 1383 - 1397                  | Francesco Ier Crispo 1383 - 1397                  | Francesco Ier Crispo 1383 - 1397                  | Francesco Ier Crispo 1383 - 1397                  | Francesco Ier Crispo 1383 - 1397                  |                                          |                                          | 1. Giovanni dalle Carceri                                        | 1. Giovanni dalle Carceri                                        | 1. Giovanni dalle Carceri                                        | 1. Giovanni dalle Carceri                                        | 1. Giovanni dalle Carceri                                        | 1. Giovanni dalle Carceri                                        |                                   |                                   | Fiorenza Sanudo 1362 - 1371                               | Fiorenza Sanudo 1362 - 1371                               | Fiorenza Sanudo 1362 - 1371                               | Fiorenza Sanudo 1362 - 1371                               | Fiorenza Sanudo 1362 - 1371                               | Fiorenza Sanudo 1362 - 1371                               |                                     |                                     | 2. Niccolo Sanudo Spezzabanda 1362 - 1371       | 2. Niccolo Sanudo Spezzabanda 1362 - 1371       | 2. Niccolo Sanudo Spezzabanda 1362 - 1371       | 2. Niccolo Sanudo Spezzabanda 1362 - 1371       | 2. Niccolo Sanudo Spezzabanda 1362 - 1371       | 2. Niccolo Sanudo Spezzabanda 1362 - 1371       |  |  |  |  |  |  |  |  |  |  |  |  |  |  |  |  |  |  |  |  |  |  |  |  |  |  |  |  |  |  |  |  |
|  |  |                                             |                                             |                                             |                                             |                                             |                                             |                                |                                |                                                   |                                                   |                                                   |                                                   |                                                   |                                                   |                                          |                                          |                                                                  |                                                                  |                                                                  |                                                                  |                                                                  |                                                                  |                                   |                                   |                                                           |                                                           |                                                           |                                                           |                                                           |                                                           |                                     |                                     |                                                 |                                                 |                                                 |                                                 |                                                 |                                                 |  |  |  |  |  |  |  |  |  |  |  |  |  |  |  |  |  |  |  |  |  |  |  |  |  |  |  |  |  |  |  |  |
|  |  |                                             |                                             |                                             |                                             | Giacomo Ier Crispo 1397 - 1418              | Giacomo Ier Crispo 1397 - 1418              | Giacomo Ier Crispo 1397 - 1418 | Giacomo Ier Crispo 1397 - 1418 | Giacomo Ier Crispo 1397 - 1418                    | Giacomo Ier Crispo 1397 - 1418                    |                                                   |                                                   |                                                   |                                                   |                                          |                                          |                                                                  |                                                                  |                                                                  |                                                                  | Niccolo dalle Carceri 1371 - 1383                                | Niccolo dalle Carceri 1371 - 1383                                | Niccolo dalle Carceri 1371 - 1383 | Niccolo dalle Carceri 1371 - 1383 | Niccolo dalle Carceri 1371 - 1383                         | Niccolo dalle Carceri 1371 - 1383                         |                                                           |                                                           | Maria Sanudo ∞ Gaspard Sommaripa                          | Maria Sanudo ∞ Gaspard Sommaripa                          | Maria Sanudo ∞ Gaspard Sommaripa    | Maria Sanudo ∞ Gaspard Sommaripa    | Maria Sanudo ∞ Gaspard Sommaripa                | Maria Sanudo ∞ Gaspard Sommaripa                |                                                 |                                                 |                                                 |                                                 |  |  |  |  |  |  |  |  |  |  |  |  |  |  |  |  |  |  |  |  |  |  |  |  |  |  |  |  |  |  |  |  |
|  |  |                                             |                                             |                                             |                                             | Giacomo Ier Crispo 1397 - 1418              | Giacomo Ier Crispo 1397 - 1418              | Giacomo Ier Crispo 1397 - 1418 | Giacomo Ier Crispo 1397 - 1418 | Giacomo Ier Crispo 1397 - 1418                    | Giacomo Ier Crispo 1397 - 1418                    |                                                   |                                                   |                                                   |                                                   |                                          |                                          |                                                                  |                                                                  |                                                                  |                                                                  | Niccolo dalle Carceri 1371 - 1383                                | Niccolo dalle Carceri 1371 - 1383                                | Niccolo dalle Carceri 1371 - 1383 | Niccolo dalle Carceri 1371 - 1383 | Niccolo dalle Carceri 1371 - 1383                         | Niccolo dalle Carceri 1371 - 1383                         |                                                           |                                                           | Maria Sanudo ∞ Gaspard Sommaripa                          | Maria Sanudo ∞ Gaspard Sommaripa                          | Maria Sanudo ∞ Gaspard Sommaripa    | Maria Sanudo ∞ Gaspard Sommaripa    | Maria Sanudo ∞ Gaspard Sommaripa                | Maria Sanudo ∞ Gaspard Sommaripa                |                                                 |                                                 |                                                 |                                                 |  |  |  |  |  |  |  |  |  |  |  |  |  |  |  |  |  |  |  |  |  |  |  |  |  |  |  |  |  |  |  |  |
|  |  |                                             |                                             |                                             |                                             |                                             |                                             |                                |                                |                                                   |                                                   |                                                   |                                                   |                                                   |                                                   |                                          |                                          |                                                                  |                                                                  |                                                                  |                                                                  |                                                                  |                                                                  |                                   |                                   |                                                           |                                                           |                                                           |                                                           | Fiorenza Sanudo-Sommaripa                                 |                                                           |                                     |                                     |                                                 |                                                 |                                                 |                                                 |                                                 |                                                 |  |  |  |  |  |  |  |  |  |  |  |  |  |  |  |  |  |  |  |  |  |  |  |  |  |  |  |  |  |  |  |  |
|  |  |                                             |                                             |                                             |                                             |                                             |                                             |                                |                                |                                                   |                                                   |                                                   |                                                   |                                                   |                                                   |                                          |                                          |                                                                  |                                                                  |                                                                  |                                                                  |                                                                  |                                                                  |                                   |                                   |                                                           |                                                           |                                                           |                                                           |                                                           |                                                           |                                     |                                     |                                                 |                                                 |                                                 |                                                 |                                                 |                                                 |  |  |  |  |  |  |  |  |  |  |  |  |  |  |  |  |  |  |  |  |  |  |  |  |  |  |  |  |  |  |  |  |
|  |  |                                             |                                             |                                             |                                             |                                             |                                             |                                |                                |                                                   |                                                   |                                                   |                                                   |                                                   |                                                   |                                          |                                          |                                                                  |                                                                  |                                                                  |                                                                  |                                                                  |                                                                  |                                   |                                   |                                                           |                                                           |                                                           |                                                           |                                                           |                                                           |                                     |                                     |                                                 |                                                 |                                                 |                                                 |                                                 |                                                 |  |  |  |  |  |  |  |  |  |  |  |  |  |  |  |  |  |  |  |  |  |  |  |  |  |  |  |  |  |  |  |  |
|  |  |                                             |                                             |                                             |                                             |                                             |                                             |                                |                                |                                                   |                                                   |                                                   |                                                   |                                                   |                                                   |                                          |                                          | Famille Crispo                                                   |                                                                  |                                                                  |                                                                  |                                                                  |                                                                  |                                   |                                   |                                                           |                                                           |                                                           |                                                           |                                                           |                                                           |                                     |                                     |                                                 |                                                 |                                                 |                                                 |                                                 |                                                 |  |  |  |  |  |  |  |  |  |  |  |  |  |  |  |  |  |  |  |  |  |  |  |  |  |  |  |  |  |  |  |  |